# Félix de Barros Cavalcanti de Lacerda
Félix de Barros Cavalcanti de Lacerda ComTE • GCC (Londres, 1 de agosto de 1880 — Rio de Janeiro, 8 de março de 1950) foi um ministro de Estado brasileiro.

## Biografia
Filho do diplomata Henrique de Barros Cavalcanti de Lacerda, que foi Ministro da Legação brasileira em Santiago do Chile na última década do século XIX. Por essa razão, fez seus estudos secundários na capital chilena. Formou-se na Faculdade Nacional de Direito da Universidade do Rio de Janeiro e tornou-se secretário da carreira diplomática brasileira em 1904. Dirigiu, interinamente, as representações do Brasil no México e em Bruxelas e, efetivamente, na condição de ministro plenipotenciário e embaixador, as representações da América Central, de Viena e de Lima.
A 18 de Novembro de 1918 foi feito Comendador da Ordem Militar da Torre e Espada, do Valor, Lealdade e Mérito e a 20 de Janeiro de 1934 foi agraciado com a Grã-Cruz da Ordem Militar de Cristo de Portugal. Também tinha o grande oficialato da Ordem de São Gregório Magno, que lhe fora conferida pelo Papa Bento XV, e a comenda da Ordem da Coroa da Bélgica, por serviços prestados à Igreja naquele país.
Exerceu o cargo de Secretário-Geral do Ministério das Relações Exteriores, o segundo na hierarquia do Itamaraty, na gestão do chanceler Afrânio de Melo Franco, quando contribuiu para a implementação de reformas do serviço diplomático e consular brasileiro após a Revolução de 1930. Assumiu interinamente o Ministério das Relações Exteriores do Brasil no governo de Getúlio Vargas, de 28 de dezembro de 1933 a 26 de julho de 1934.
Em São Paulo, a Avenida Embaixador Cavalcanti de Lacerda, localizada no bairro do Butantã, foi nomeada em sua homenagem.